# Vocoder

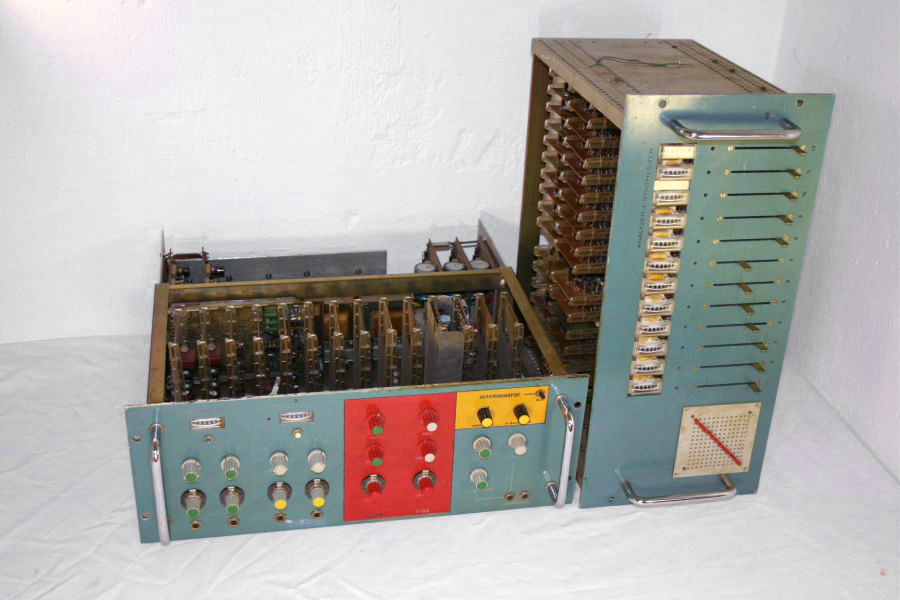
Vocoder ze 70. let, který používala skupina Kraftwerk

Vocoder (zkratka z Voice encoder) je elektronický přístroj na syntézu zvuku a řeči. Byl vynalezen americkým inženýrem Homerem Dudleym ve 30. letech 20. století, který pracoval pro Bell Laboratories.
Vocoder pracuje ve dvou režimech – analyzujícím a syntetizujícím. Vocoder je jako hardware a software používán především jako elektronický hudební nástroj. Největší používání takové hudby, tento přístroj měl v 70. a 80. letech.
V hudbě jako první použila vocoder skupina Kraftwerk v roce 1974 na albu Autobahn. Použitím vocoderu je známá i skupina Electric Light Orchestra, která v roce 1977 použila vocoder ve dvou skladbách na svém albu Out of the Blue.

## Analogové vocodery
- Analog-Lab X-32 [32-band]
- Bode Model 7702 [16-band]
- BV12

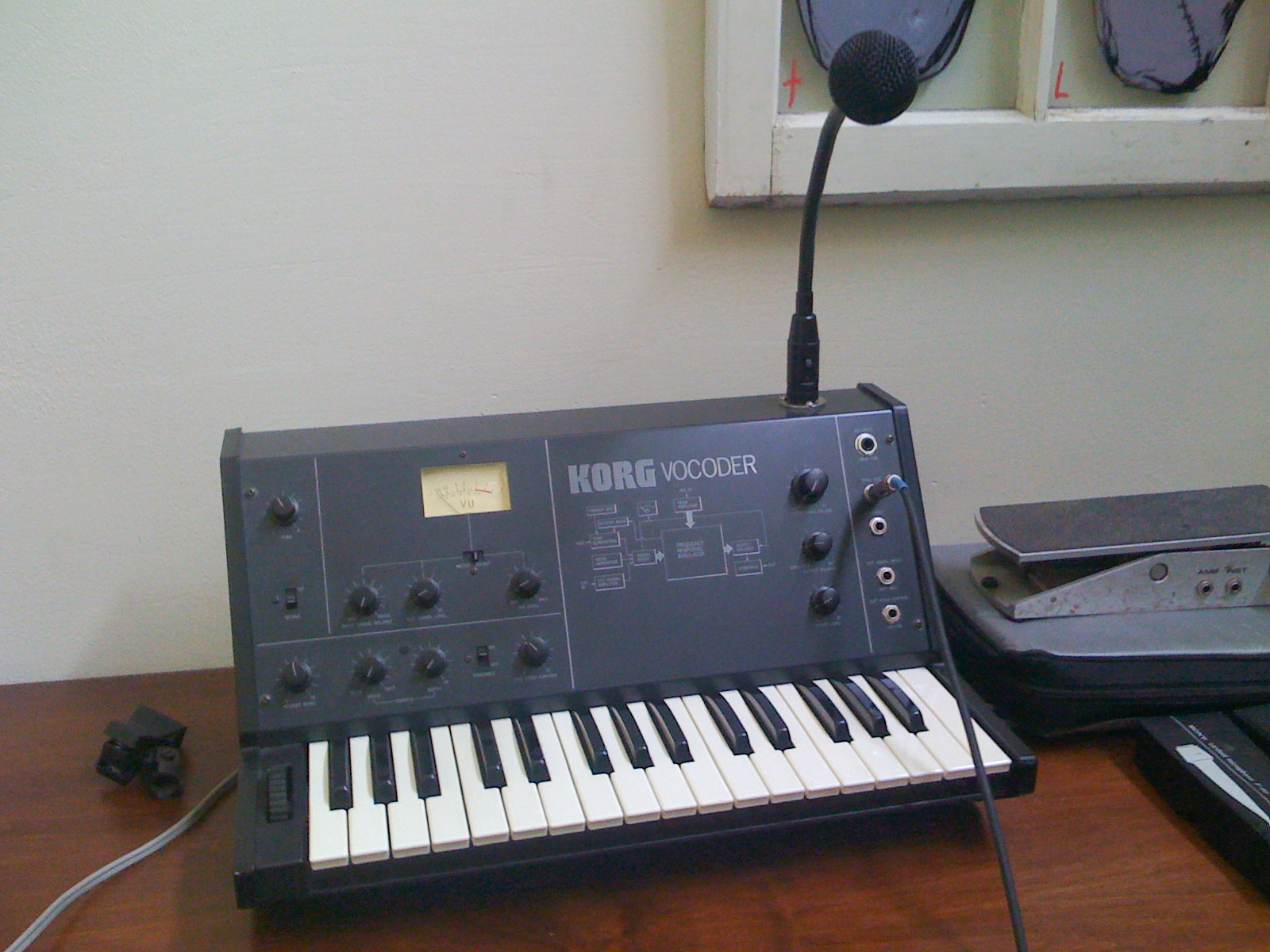
Vocoder Korg VC-10

- Doepfer Modular Vocoder subsystem A-129
- Dynacord SRV66
- Electro-Harmonix Vocoder
- Elektronika (Электроника) EM 26
- EMS Vocoder 1000
- EMS Vocoder 2000 [16-band]
- EMS Vocoder 3000 [16-band]
- EMS Vocoder 5000
- Farad – Bruce Haack Custom Model
- Korg VC-10 [20-band]
- Kraftwerk Custom Model (Above Photo)
- Krok (Крок) 2401 Vocoder (Вокодер) [24-band]
- MAM Vocoder VF11
  - FAT PCP-330 ProCoder
  - Next! VX-11 Vocoder
- R.A. Moog Modular Vocoder [11-band?]
- Moog Modular Vocoder (spectrum encoder-decoder, 10 Band)[1][2]
- Moog 16 channel Vocoder (Bode model 7702) [16-band]
- Paia 6710 Vocoder
- Roland SVC-350 [11-band?]
- Roland VP-330 Vocoder Plus [10-band]
- Sennheiser VSM 201 [10-band?]
- Siemens Synthesizer [3]
- Synton Syntovox 202
- Synton Syntovox 216 [14-band][1]
- Synton Syntovox 221
- Synton Syntovox 222

## Jiní hudebníci, kteří používali vokodér
Laurie Anderson, Wendy Carlos, Cynic, Daft Punk, Matthew Bellamy Jean Ven Robert Hal
Jean Ven Robert Hal, Herbie Hancock, Jean Michel Jarre, Giorgio Moroder, Tangerine Dream, Frank Zappa, Electric Light Orchestra, Matthias Jabs z Scorpions, Stevie Wonder, Afrika Bambaataa, Pink Floyd, Rammstein, zejména na singlu Mutter.